# Colonia Cuauhtémoc, Espinal
Colonia Cuauhtémoc är en ort i Mexiko.   Den ligger i kommunen Espinal och delstaten Veracruz, i den sydöstra delen av landet, 190 km nordost om huvudstaden Mexico City. Colonia Cuauhtémoc ligger 77 meter över havet och antalet invånare är 187.
Terrängen runt Colonia Cuauhtémoc är huvudsakligen platt, men åt sydost är den kuperad. Runt Colonia Cuauhtémoc är det ganska tätbefolkat, med 72 invånare per kvadratkilometer. Närmaste större samhälle är Coyutla, 18,5 km väster om Colonia Cuauhtémoc. Omgivningarna runt Colonia Cuauhtémoc är en mosaik av jordbruksmark och naturlig växtlighet.